# Paul Davis (velejador)
Paul Martin Davis (Toronto, 10 de fevereiro de 1958) é um velejador norueguês, medalhista olímpico. Ele competiu nos Jogos Olímpicos de Verão de 2000 na classe Soling e conquistou a medalha de bronze, ao lado de Herman Horn Johannessen e Espen Stokkeland.
Davis sagrou-se campeão mundial quatro vezes em Soling. Agora competindo sob a bandeira canadense, garantiu o título em Marblehead em 2002, Toronto em 2009, Chiemsee em 2011 e Milwaukee em 2012. Em 2013, conquistou a medalha de prata em Balaton.